# Rhinobatos schlegelii
Rhinobatos schlegelii är en rockeart som beskrevs av Müller och Henle 1841. Rhinobatos schlegelii ingår i släktet gitarrfiskar, och familjen Rhinobatidae. IUCN kategoriserar arten globalt som otillräckligt studerad. Inga underarter finns listade i Catalogue of Life.